# イヴァン・ヴィヒヴスキー
イヴァン・ミハイロヴィチ・ヴィヒヴスキー（ウクライナ語: Іван Михайлович Вигівський、1980年3月26日～）は、ウクライナの警察将官であり、2023年7月14日からウクライナ国家警察の長官を務めている（2023年1月20日から代行）人物。2023年1月18日のヘリコプターの墜落事故によってデニス・モナスティルスキー内務大臣が死亡したことを受けて、同日に当時の国家警察長官イゴール・クリメンコが内務大臣代行（同年2月7日に内務大臣に正式任命）に任命された後、国家警察長官代行に就任した。また、2021年8月11日からキーウの警察署長を務めた。なお、日本の報道ではビヒウスキーと表記されることもある。

## 略歴
ヴィヒフスキーは1980年3月20日にウクライナ・ソビエト社会主義共和国ジトーミル州で生まれた。2003年に国立内務アカデミーを卒業。1999年から2016年まで、オチャキフ市警の様々な役職を務めた。
2025年2月21日、キーウで開かれた、日本政府と国際連合開発計画（UNDP）が前年5月に引き渡した科学捜査車両の運用開始式にウクライナ国家警察長官として出席した。